# Heterorrhina jingkelii
Heterorrhina jingkelii är en skalbaggsart som beskrevs av Devecis 2008. Heterorrhina jingkelii ingår i släktet Heterorrhina och familjen Cetoniidae. Inga underarter finns listade i Catalogue of Life.